# Fédération mondiale de squash

La Fédération mondiale de squash (ou World Squash Federation ou WSF) est une association sportive internationale qui fédère 185 fédérations nationales du monde entier.
La fédération est candidate pour que le squash soit ajouté au programme olympique pour les Jeux olympiques d'été de 2020 et les Jeux olympiques d'été de 2024 mais cela se traduit par un échec.
La WSF est reconnu par le Comité international olympique (CIO) comme fédération internationale et est membre de l'Association générale des fédérations internationales de sports (GAISF) et de l'Association des fédérations internationales de sports reconnues par le Comité international olympique (ARISF).

## Dirigeant successifs
- 1967–1975: Peter Phillips (Angleterre)
- 1975–1981: Murray Day (Nouvelle Zélande)
- 1981–1985: Ian Stewart (Canada)
- 1985–1989: Ronnie Sinclair (Écosse)
- 1989–1996: Tunku Imran (Malaysia)
- 1996–2002: Susie Simcock[3] (Nouvelle Zélande)
- 2002–2008: Jahangir Khan (Pakistan)
- 2008–2016: N. Ramachandran (Inde)
- 2016–2020: Jacques Fontaine[4] (France)
- Depuis 2020: Zena Wooldridge[5] (Angleterre)

## Fonctionnement
La WSF est subdivisée en cinq fédérations continentales auxquelles elle délègue ses compétences sur leurs territoires respectifs.
| Afrique | Asie-Océanie | Amérique | Europe | Océanie |
| --- | --- | --- | --- | --- |
| Squash Federation of Africa (SFA) Hany Hamouda | Fédération asiatique de squash (ASF) David Y.Y. Mui | Federation of Panamerica (FPS) Marco Antonio Rosales | Fédération européenne de squash (ESF) Hugo Hannes | Oceania Squash Federation (OSF) Jim O’Grady |
| Les fédérations membres de droits | | | | |
| - Afrique du Sud (Squash South Africa) - Botswana (Botswana Squash Rackets Association) - République démocratique du Congo (Fédération Congolaise de Squash) - Égypte (Egyptian Squash Federation) - Kenya (Kenya Squash Rackets Association) - Malawi (Squash Malawi) - Maurice (Mauritius Squash Rackets Association) - Namibie (Namibian Squash Association) - Nigeria (Nigeria Squash Federation) - Seychelles (Seychelles Squash Association) - Ouganda (Uganda Squash Rackets Association) - Zambie (Zambia Squash Association) - Zimbabwe (Squash Association of Zimbabwe) | - Argentine (Asociación Argentina de Squash Rackets) - Barbade (Barbados Squash Association) - Bermudes (Bermuda Squash Racquets Association) - Brésil (Confederação Brasileira de Squash) - Îles Vierges britanniques (British Virgin Islands Squash Rackets Association) - Canada (Squash Canada) - Îles Caïmans (Cayman Islands National Squash Association) - Chili (Federacion Deportiva Chilena de Squash) - Chine (Chinese Squash Association#) - Chinese Taipei (Squash Rackets Association of ChineseTaipei) - Colombie (Federacion Colombiana de Squash) - Équateur (Federacion Ecuatoriana de Squash#) - États-Unis (US Squash) - Guatemala (Asociación de Squash del Departamento de Guatemala#) - Guyana (Guyana Squash Association) - Hong Kong (Hong Kong Squash) - Jamaïque (Jamaica Squash Association) - Mexique (Federacion de Squash de Mexico) - Panama (National Organization Squash Panama#) - Paraguay (Asociación Paraguaya de squash) - Pérou (Federacion Peruana de Squash Racket) - Saint-Vincent-et-les-Grenadines (St. Vincent & the Grenadines Squash Association) - Salvador (Federacion Salvadoreña de Squash) - Trinité-et-Tobago (Squash Trinidad & Tobago) - Venezuela (Federacion Venezolana de Squash) | - Afghanistan (Afghanistan Squash Federation) - Arabie saoudite (Saudi Squash Federation) - Bahreïn (Bahrain Badminton & Squash Federation) - Bangladesh (Bangladesh Squash Rackets Federation) - Brunei (Brunei Squash Rackets Association) - Hong Kong (Hong Kong Squash Office) - Inde (The Squash Rackets Federation of India) - Indonésie (Persatuan Squash Indonesia#) - Iran (Iran Squash Federation) - Irak (Iraqi Squash Federation) - Japon (Japan Squash Association) - Jordanie (Jordan Squash Federation) - Corée du Sud (Korea Squash Federation) - Koweït (Kuwait Squash Federation#)> - Liban (Lebanese Squash Federation#) - Macao (Associação De Squash De Macau) - Malaisie (Squash Rackets Association of Malaysia) - Birmanie (Myanmar Squash Federation) - Népal (Nepal Squash Rackets) - Pakistan (Pakistan Squash Federation) - Palestine (Palestinian Squash Federation#) - Philippines (Philippine Squash Academy#) - Qatar (Qatar Squash Federation) - Singapour (Singapore Squash Rackets Association) - Sri Lanka (Sri Lanka Squash Federation) - Thaïlande (Thailand Squash Rackets Association) | - Arménie (Astghik Aghababyan) - Autriche (Österreichischer Squash Rackets Verband) - Biélorussie (Squash Association of Belarus) - Belgique (Belgian Squash Federation) - Bulgarie (Bulgarian Squash Federation) - Croatie (Croatian Squash Federation) - Chypre (Cyprus Squash Rackets Association) - République tchèque (Czech Squash Association) - Danemark (Dansk Squash Forbund) - Angleterre (England Squash) - Estonie (Estonian Squash Federation) - Finlande (Finnish Squash Association) - France ( Fédération française de squash) - Allemagne (Deutscher Squash Verband e.V.) - Gibraltar (Gibraltar Squash Association) - Grèce (Hellenic Tennis Federation#) - Guernesey (Guernsey Squash and Racketball Association) - Hongrie (Hungarian Squash Association) - Islande (Iceland Squash) - Irlande (Irish Squash Federation) - Île de Man (Isle of Man Squash Rackets Association) - Israël (Israel Squash Association) - Italie (Federazione Italiana Giuoco Squash) - Jersey (Jersey Squash Association#) - Lettonie (Latvijas Skvoša Federācija#) - Liechtenstein (Liechtenstein Squash Federation) - Lituanie (Lithuania Squash Association) - Luxembourg (Fédération de Squash Luxembourgeoise) - Malte (Malta Squash) - Monaco (Fédération Monégasque de Squash Rackets) - Pays-Bas (Squash Bond Nederland) - Norvège (Norges Squashforbund) - Pays de Galles (Squash Wales) - Pologne (Polski Związek Squasha) - Portugal (Federação Nacional de Squash) - Roumanie (Romanian Squash Federation) - Russie (Russian Squash Federation) - Écosse (Scottish Squash) - Serbie (Serbian Squash Association) - Slovaquie (Slovak Squash Association) - Slovénie (Slovenian Squash Association) - Espagne (Real Federación Española de Squash) - Suède (Svenska Squashförbundet) - Suisse (Swiss Squash) - Turquie (Turkish Developing Sport Branches Federation#) - Ukraine (Ukrainian Squash Federationa) | - Australie (Squash Australia) - Îles Cook (Cook Islands Squash Association) - Fidji (Squash Fiji) - Nouvelle-Calédonie (Ligue Caledonienne de Squash) - Nouvelle-Zélande (Squash New Zealand) - Île Norfolk (Norfolk Island Squash#) - Papouasie-Nouvelle-Guinée (Papua New Guinea Squash Rackets Federation) - Samoa (Samoa Squash Rackets Association#) - Tahiti (Fédération Tahitienne de Squash) - Vanuatu (Vanuatu Squash Rackets Association) |
| Les fédérations en contacts | | | | |
| - Algérie (Algerian Tennis Federation) - Ghana (Ghana Squash Association) - Lesotho (Lesotho National Squash Association) - Madagascar - Somalie (Somali Squash Federation) - Soudan (Sudan Squash Federation) - Eswatini (Swaziland Squash Association) - Tanzanie (Tanzania Squash Rackets Association) | - Antigua-et-Barbuda (Antigua & Barbuda Squash Rackets Association) - Aruba (Aruba Squash Association) - Bahamas (Bahamas Squash Association) - Bolivie - Costa Rica (Asociacion de Jugadores de Squash de Costa Rica) - Dominique (Dominica Squash Racquet Association,) - République dominicaine (Dominican Squash Federation) - Honduras (Honduras Olympic Committee) - Sainte-Lucie (St Lucia Squash Association) - Uruguay (Federación Uruguaya de Squash) | - Azerbaïdjan (Azerbaijan Squash Club) - Cambodge - Kazakhstan - Mongolie (Mongolian Squash Association) - Oman (Squash Federation of Oman) - Viêt Nam | - Géorgie - Macédoine (Squash Federation of FYR Macedonia) - Monténégro (Montenegrin Squash Association) | - Salomon - Tonga (Tonga Squash Rackets Association) |

Elle organise de grandes manifestations dans le monde tels que les championnats du monde par équipes ou les championnats du monde junior individuels et par équipe. Les juniors y font souvent leurs armes, les meilleurs d'entre eux accédant aux circuits professionnels : WSA (femmes) et PSA (hommes).